# Musicien des musiques actuelles
Le titre CFPM de Musicien des musiques actuelles est un titre RNCP national délivré par les CFPM en France, mis en place par l'arrêté du 31 janvier 2018 portant enregistrement au répertoire national des certifications professionnelles publié au Journal officiel du 8 février 2018,,.

## Définition
Le titre de Musicien des musiques actuelles est inscrit au niveau IV est inscrit au RNCP (Répertoire national des certifications professionnelles). Il valide le niveau de connaissances nécessaire à l'entrée dans la profession. 

## Modes d'exercice
Le musicien travaille avec des contrats de plusieurs structures au lieu de recevoir un salaire régulier d'un unique employeur. Il utilise plusieurs compétences et maîtrise plusieurs styles musicaux afin d'avoir un large portefeuille d'activités.  
« Tout contrat par lequel une personne s'assure, moyennant rémunération, le concours d'un artiste du spectacle en vue de sa production, est présumé être un contrat de travail dès lors que cet artiste n'exerce pas l'activité qui fait l'objet de ce contrat dans des conditions impliquant son inscription au registre du commerce. »
L'artiste du spectacle qui exerce son activité en qualité de salarié dans le cadre des dispositions de l'article L. 7121-3 du Code du travail ne peut pas se déclarer micro-entrepreneur pour la même profession. 
Le musicien peut :
- soit exercer sous le régime salarié pour son activité d'artiste du spectacle vivant, avec en parallèle une activité libérale en micro-entrepreneur qui ne doit pas relever de son activité artistique du spectacle (école de musique, professeur de musique particulier, encadrement, vente, etc.). Les artistes du spectacle peuvent, parallèlement, exercer une activité professionnelle non salariée et bénéficier du régime d'indemnisation du chômage en faveur des intermittents du spectacle.
- soit exercer exclusivement son activité artistique avec inscription au registre du commerce et le régime du micro-entrepreneuriat, sans bénéficier du régime d'indemnisation du chômage en faveur des artistes intermittents du spectacle.

## Métier
Les « professionnels estiment que la poly-activité musicale donne de meilleures garanties d'employabilité durable. Dans la musique des métiers se superposent : artiste (leader de projet et side man), compositeur, accompagnateurs, enseignants, usager des technologies du son… La formation doit donc être en adéquation avec ces multiplicités. La maîtrise de plusieurs styles musicaux est aussi préconisée car on constate la disparition des niches qui permettaient aux artistes de faire carrière autour d'un type de répertoire. Un musicien doit pouvoir exercer dans différents contextes, petits lieux intimistes ou grands rendez-vous, cabarets, accompagnement de spectacles théâtraux ou de cirques, etc. Enfin, on pourra s'interroger sur l'adéquation de la formation avec la demande et le goût du public » (extrait de la Table ronde organisée par la CPNEF-SV et le CNV le 31 janvier 2006).
Le musicien des musiques actuelles compose et/ou reprend des morceaux de musiques actuelles seul ou avec un groupe de musiciens. Il est formé aux techniques de composition disposant d’une excellente connaissance des répertoires des musiques actuelles en particulier. Passionné par son art, il peut également se tourner de manière occasionnelle ou régulière vers la transmission et l’enseignement de la musique ou de la composition. Grâce au financement participatif (crowdfunding) et au home studio, les musiciens sont de plus en plus nombreux à s’autoproduire,. Le musicien est en marge du système déployé par les majors. Cela peut vouloir dire qu’il est « signé » sur un label ou qu’il est « non signé » et donc, auto-produit.  
Le musicien des musiques actuelles doit considérer son groupe comme une entreprise,. Avec le succès des plateformes en ligne, le musicien, auteur et compositeur peut désormais devenir son propre producteur, diffuseur et manager,,. Il doit maîtriser sa communication sur internet, sur les réseaux sociaux et sur les plateformes de streaming,,,. Il doit trouver, gérer et promouvoir ses concerts et tournées afin de rencontrer et fédérer toujours plus de nouveaux fans et développer son réseau professionnel. Le musicien devient un réel entrepreneur et doit maitriser également les compétences de marketing musical. Cette compétence devient essentiel pour que le musicien des musiques actuelles trouve de la visibilité, que ce soit auprès de son audience mais aussi des professionnels de l'industrie musicale.
Les musiciens ont des revenus extrêmement variables. À savoir : sur 25 000 musiciens officiellement recensés on compte 2 200 salariés au régime général. Les autres sont du ressort de l’intermittence du spectacle. Le salaire du musicien des musiques actuelles débute environ à 1 500 € net mensuel, 1 640 € net mensuel pour un professeur en ou école de musique associative, MJC, . Le streaming peut générer des revenus variables selon les plateformes. 
Pour l'enregistrement, si l’employeur utilise jusqu’à 10 minutes des interprétations de l’artiste fixées dans le cadre d’un travail défini, le salaire minimum est fixé à 178,64 € par tranche indivisible de 5 minutes d’interprétation fixée effectivement utilisée. Selon la convention collective de l’édition phonographique, les rémunérations dues aux artistes comportent un salaire/cachet de base, par exemple pour un engagement au service de 3 heures, il est de 166,13 €.

## Historique
Le certificat CFPM a été créé en 2009. Il devient le titre professionnel national reconnu par l'Etat en 2018. 
Depuis sa création en 1998, le CFPM a mis en place un comité de perfectionnement composé de professionnels du secteur musical afin de cibler les besoins en formation nécessaires à l'acquisition des compétences demandées par la profession de musicien des musiques actuelles,. L'important réseau de partenaires a contribué au développement du résultat de l'insertion professionnelle,.

### Comment obtenir le titre CFPM de Musicien des musiques actuelles

#### Avec une formation dans un CFPM
Pour accéder au titre, il faut :
- validation de l'année de formation au CFPM dans la section concernée selon le règlement d’examens
- validation de tous les 5 blocs de compétences à la fois[31] = grille d’évaluation des compétences complétée lors de la réunion finale par le jury d’examen du CFPM
- validation par le jury RNCP composé de professionnels extérieurs sur présentation des grilles de compétences et bulletins de notes.

#### Avec la validation des acquis de l'expérience (VAE)
La validation des acquis de l'expérience (VAE) est une voie d’obtention à part entière du tire CFPM de Musicien des musiques actuelles, au même titre que la voie de la formation,. Par conséquent, le titre n’est plus seulement la sanction d’un parcours de formation, mais permet également la validation d’un parcours professionnel et personnel.

### Insertion professionnelle
Le bilan réalisé en 2016 par le CFPM a montré que 87 % des titulaires du titre sont devenus des professionnels des Musiques Actuelles. On comptabilise sur le territoire français, 42 298 projets de recrutement pour les métiers d'artistes (musique, danse, spectacles) en 2017,.